# Teclado (informática)

Teclado "QWERTY" configurado para escribir en español de España.
Incluye la letra ñ y los signos de apertura de interrogación ¿ y de exclamación ¡

En informática, un teclado es un dispositivo de entrada, en parte inspirado en el teclado de las máquinas de escribir, que utiliza un sistema de puntadas o márgenes, para que actúen como palancas mecánicas o interruptores electrónicos que envían toda la información a la computadora o al teléfono móvil. Presenta teclas alfanuméricas (letras y números), de puntuación (punto, coma, dos puntos entre otras) y teclas especiales (las cuales cumplen ciertas funciones o se combinan en conjunto para lograr una función y evitar el uso del ratón)

## Historia

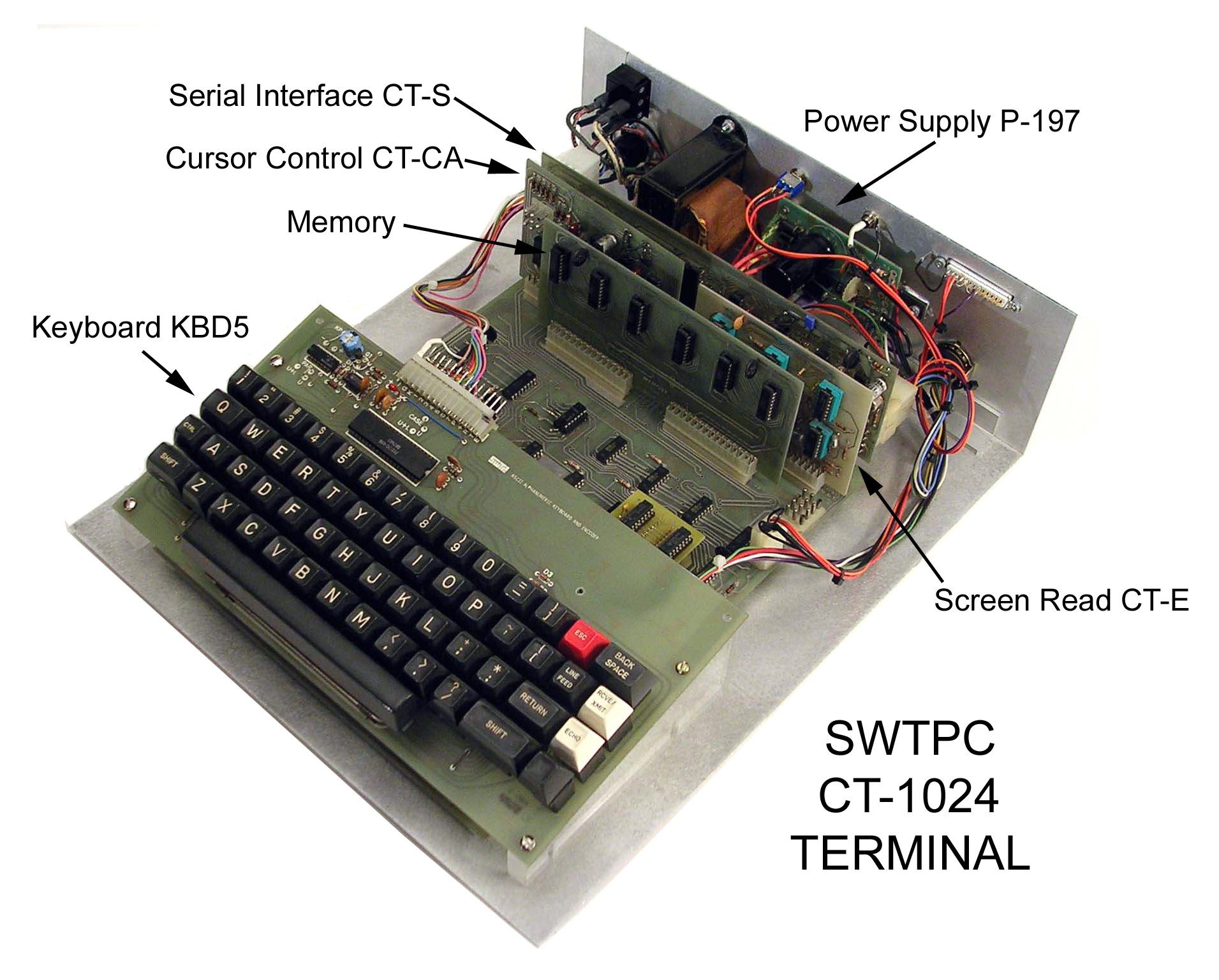
Teclado de un terminal CT-1024.

### Primeros teclados
Además de teletipos y máquinas de escribir eléctricas como la IBM Selectric, los primeros teclados solían ser un terminal de computadora que se comunicaba por puerto serial con la computadora. Además de las normas de teletipo, se diseñó un estándar de comunicación serie, según el tiempo de uso basado en el juego de caracteres ANSI, que hoy sigue presente en las comunicaciones por módem y con impresora (las primeras computadoras carecían de monitor, por lo que solían comunicarse, o bien por luces en su panel de control, o bien enviando la respuesta a un dispositivo de impresión). Se usaba para ellos las secuencias de escape, que se generaban por combinaciones entre teclas, siendo una de las más usadas la tecla Ctrl.
La llegada de la computadora doméstica trae una inmensa variedad de teclados, tecnologías y calidades (desde los muy reputados por duraderos del Dragon 32 a la fragilidad de las membranas de los equipos Sinclair), aunque la mayoría de equipos incorporan la placa madre bajo el teclado, y es la CPU o un circuito auxiliar (como el chip de sonido General Instrument AY-3-8910 en los MSX) el encargado de leerlo. Son casos contados los que recurren o soportan comunicación serial (curiosamente es la tecnología utilizada en el Sinclair Spectrum 128 para el keypad numérico). Solamente los MSX establecerán una norma sobre el teclado, y los diferentes clones del TRS-80 seguirán el diseño del clonado.

### Los teclados de IBM

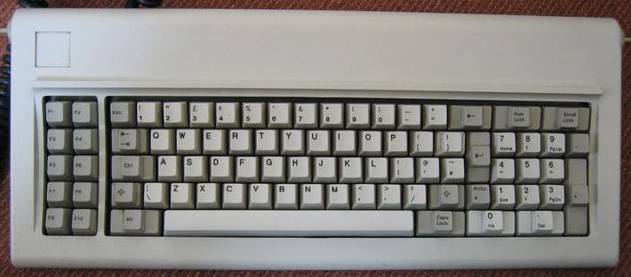
Teclado XT (IBM 5150).

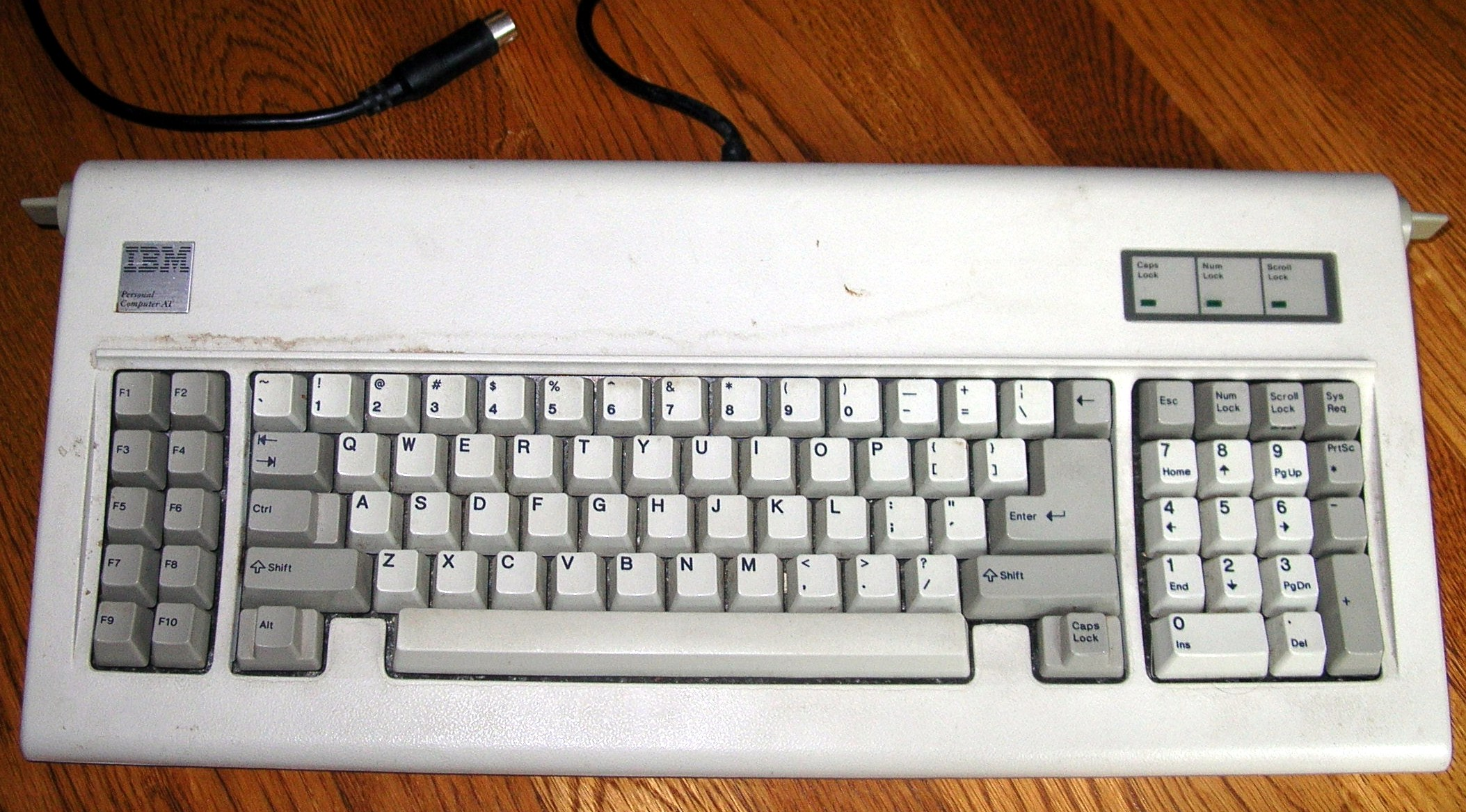
Teclado AT.

El éxito de las computadoras personales de IBM en los años 1982 creó un estándar imitado por gran parte de la industria, esta estandarización también afectó a los teclados. Mientras que el teclado del IBM PC y la primera versión del IBM AT no tuvo influencia más allá de los clónicos PC, el Multifunción II (o teclado extendido AT de 101/102 teclas) aparecido en 1987 refleja y estandariza de facto el teclado moderno.
- Teclado XT de 83 teclas: se usaba en el PC XT (8086/88).
- Teclado AT de 84 teclas: usado con los PC AT (286/386).
- Teclado expandido de 101/102 teclas: es el teclado actual, con un mayor número de teclas.

Con cuatro bloques diferenciados: un bloque alfanumérico con al menos una tecla a cada lado de la barra espaciadora para acceder a símbolos adicionales; sobre él una hilera de 10 o 12 teclas de función; a la derecha un teclado numérico, y entre ambos grandes bloques, las teclas de cursor y sobre ellas varias teclas de edición. Con algunas variantes este será el esquema usado por los Atari ST, los Commodore Amiga (desde el Commodore Amiga 500), los Sharp X68000, las estaciones de trabajo SUN y Silicon Graphics y los Acorn Archimedes/Acorn RISC PC. Solamente los Mac siguen con el esquema bloque alfanumérico + bloque numérico. Pero también producen teclados extendidos AT, sobre todo para los modelos con emulación PC por hardware.

### El teclado Windows 7-10
Microsoft, además de hacerse un hueco en la gama de calidad alta y de presentar avances ergonómicos como el Microsoft Natural Keyboard, añade tres nuevas teclas tras del lanzamiento de Windows 95. A la vez se generalizan los teclados multimedia que añaden teclas para controlar en la PC el volumen, el lector de CD-ROM o el navegador, incorporan en el teclado altavoces, calculadora, almohadilla sensible al tacto o bola trazadora.

## Teclado estándar

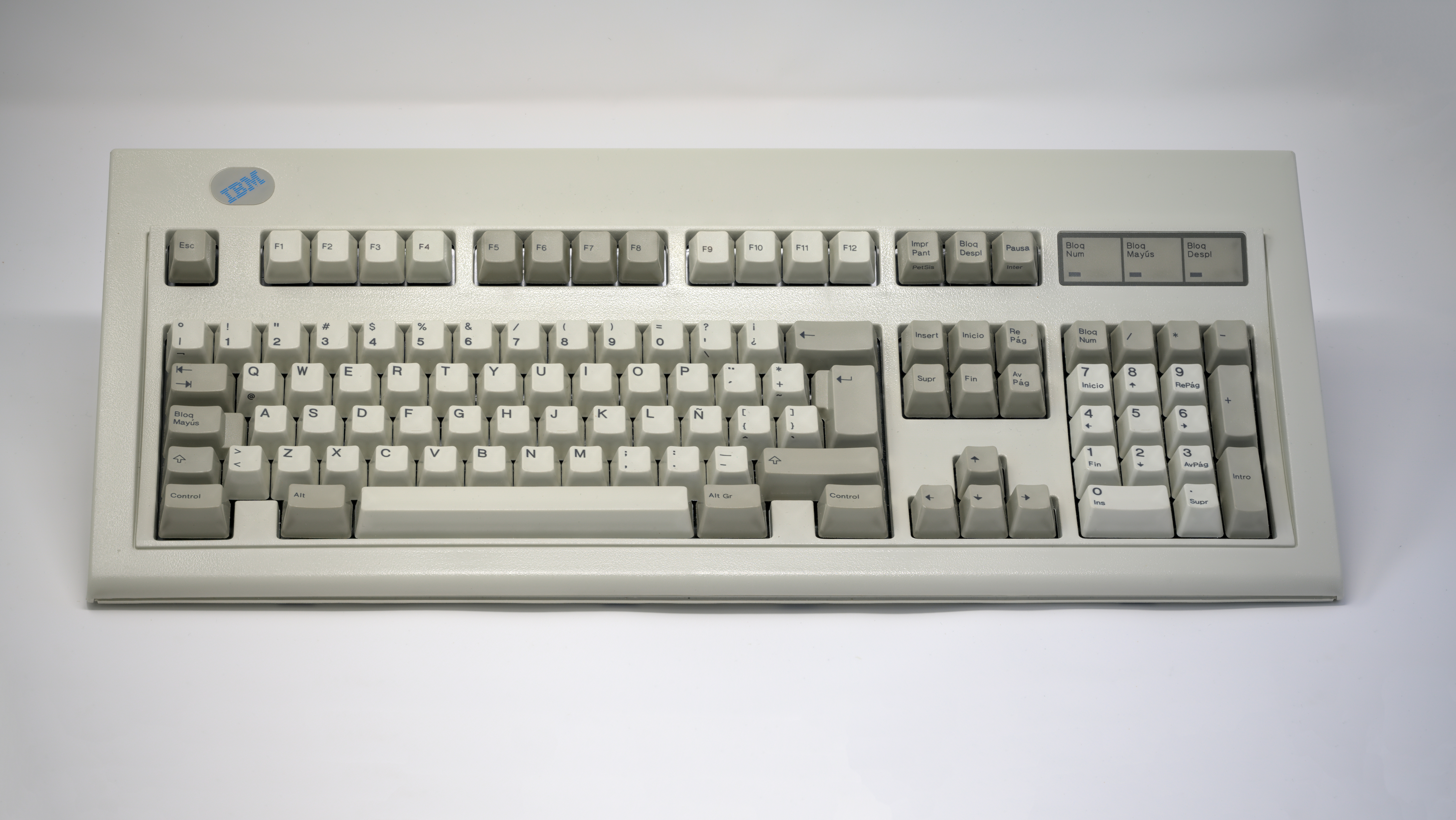
El modelo M de IBM.

En 1987, IBM desarrolló el MF-II (Multifunción II o teclado extendido) a partir del AT. Sus características son que usa la misma interfaz que el AT, añade muchas teclas más, se ponen ledes y soporta el Scan Code set 3, aunque usa por defecto el 2. De este tipo hay dos versiones, la americana con 101 teclas y la europea con 102.4
El teclado está dividido en cuatro bloques:
1. Bloque de funciones: va desde la tecla F1 a F12, en tres bloques de cuatro: de F1 a F4, de F5 a F8 y de F9 a F12. Funcionan de acuerdo al programa o aplicación que esté abierto. Por ejemplo, en muchos programas al presionar la tecla F1 se accede a la ayuda asociada a ese programa. Además, a la izquierda de este bloque suele estar la tecla Esc.
2. Bloque alfanumérico: está ubicado en la parte inferior del bloque de funciones, contiene los números arábigos del 1 al 0 y el alfabeto organizado como en una máquina de escribir, además de algunas teclas especiales, como por ejemplo Tab ↹ (tabulador), ⇪ Bloq Mayús (Bloq Mayús), ⇧ Mayús (tecla Shift), Ctrl, ⊞ Win (tecla Windows), Alt, espaciador, Alt Gr, ↵ Entrar (tecla Enter, entrar o Intro).
3. Bloque especial: está ubicado a la derecha del bloque alfanumérico, contiene algunas teclas especiales como Impr Pant o PetSis, Bloq Despl, Pausa, Insert, Supr, Inicio, Fin, RePág, AvPág, y las flechas direccionales que permiten mover el punto de inserción en las cuatro direcciones (↑, ↓, ←, →).
4. Bloque numérico: está ubicado a la derecha del bloque especial, se activa al presionar la tecla Bloq Num, contiene los números arábigos organizados como en una calculadora con el fin de facilitar la digitación de cifras. Además, contiene el punto como separador decimal ., y los signos de las cuatro operaciones básicas: suma +, resta -, multiplicación * y división /; también contiene una tecla de Intro o ↵ Entrar. Algunos modelos han incluido ambos separadores decimales, la coma y el punto, en su distribución, como por ejemplo el ordenador Nec PC-9801.Teclado del ordenador NEC PC-9801.

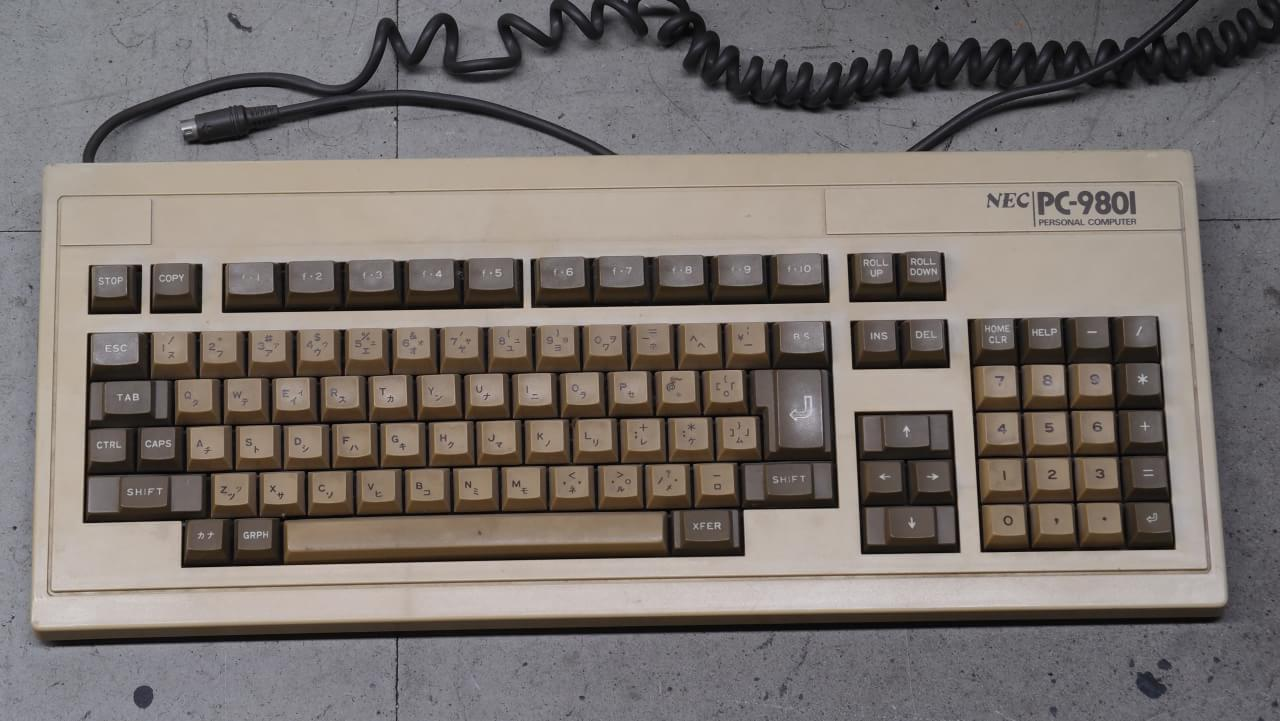
Teclado del ordenador NEC PC-9801.

## Tipos de teclados

### Según su forma física

#### Teclado ergonómico

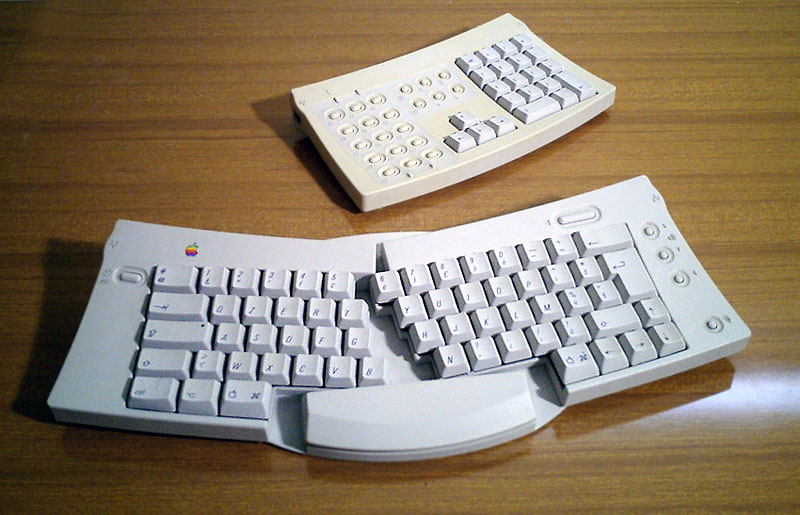
Teclado ajustable de Apple.

Diseñados para dar una mayor comodidad para el usuario, ayudándole a tener una posición más relajada de los brazos.

#### Teclado multimedia
Añade teclas especiales que llaman a algunos programas en el computador, a modo de acceso directo, como pueden ser el programa de correo electrónico, la calculadora, el reproductor multimedia, etc.

#### Teclado flexible
Estos teclados son de plástico suave o silicona que se puede doblar sobre sí mismo. Durante su uso, estos teclados pueden adaptarse a superficies irregulares, y son más resistentes a los líquidos que los teclados estándar. Estos también pueden ser conectados a dispositivos portátiles y teléfonos inteligentes. Algunos modelos pueden ser completamente sumergidos en agua, por lo que hospitales y laboratorios los usan, ya que pueden ser desinfectados.

#### Teclado en pantalla

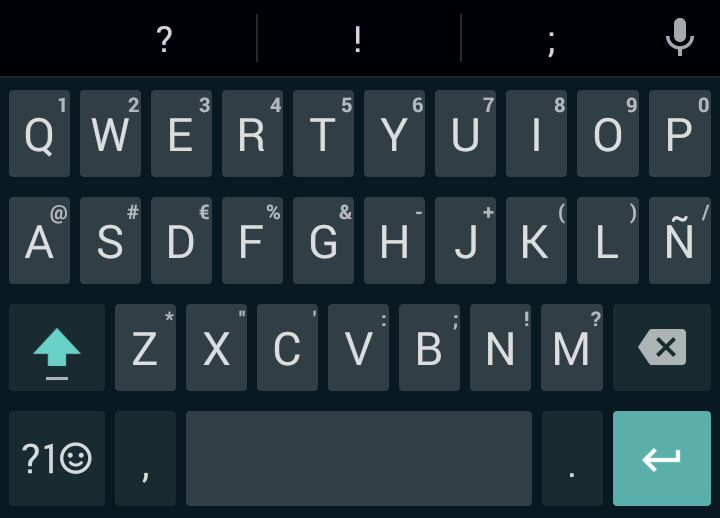
Teclado en pantalla disponible en un teléfono Android.

Hoy en día existen también los teclados en pantalla, también llamados teclados virtuales, que son (como su mismo nombre indica) teclados representados en la pantalla, que se utilizan con el ratón o con un dispositivo especial (podría ser un joystick). Estos teclados se utilizan mayoritariamente en dispositivos móviles como teléfonos, tabletas y PDA, así como consolas de videojuegos y televisores inteligentes.

#### Teclados de proyección
Existen teclados de proyección, de igual tamaño que un teclado estándar.

#### Teclados de membrana
Los teclados de membrana están construidos con dos láminas (membranas) plásticas y delgadas, con pistas conductoras grabadas en la cara interior, y una tercera membrana de separación, agujereada en las zonas en las que va una tecla. Cuando se hace presión sobre ellas, se tocan, pasando la electricidad de una a otra, con lo cual se puede saber que tecla está pulsada.
Los teclados de membrana sufren bastante con el uso; por ello, los ordenadores actuales ya no los incorporan. Fueron muy usados en el pasado, aunque la membrana ha sido utilizada para la aislación de lluvias también es utilizada para la aislación térmica que atrae.
Su tecnología se basa en membranas delgadas que conducen la señal al presionar una tecla.
Este teclado sirve en parte para que los restos que se cuelan entre las rendijas sean más fáciles de sacar y así el teclado no se contamine.

#### Teclados capacitivos
Son los que emplean sensores capacitivos para detectar la interacción del usuario.

#### Teclados de contacto metálico
Los teclados de contacto metálico son como una mezcla entre los teclados de membrana y los teclados mecánicos, y consisten en un circuito que se cierra por la interacción entre dos placas metálicas.
En común estos teclados tienen una sensación e interacción muy buena pero su durabilidad es bastante corta dado que los circuitos del teclado carecen de algún tipo de protección como sí la tienen los teclados de membrana: aunque hay algunos modelos que insertan un material esponjoso entre las dos placas, esto no garantiza tanta protección como una membrana de goma.

#### Teclados mecánicos
Los teclados mecánicos están constituidos principalmente por interruptores que actúan de manera independiente, aunque su definición no es rigurosa y hay casos donde no es posible determinar si lo son. La gran mayoría de interruptores usa un muelle o resorte para que la tecla pulsada vuelva hacia arriba, a diferencia de los teclados de membrana que usan cúpulas de goma para volver hacia arriba y accionar la tecla al mismo tiempo, aunque los interruptores Topre utilizan una cúpula de goma sobre un muelle capacitivo. En los teclados mecánicos los interruptores pueden ser de tres tipos, lineares, táctiles y clicky.

### Según el puerto de conexión
Puede ser:

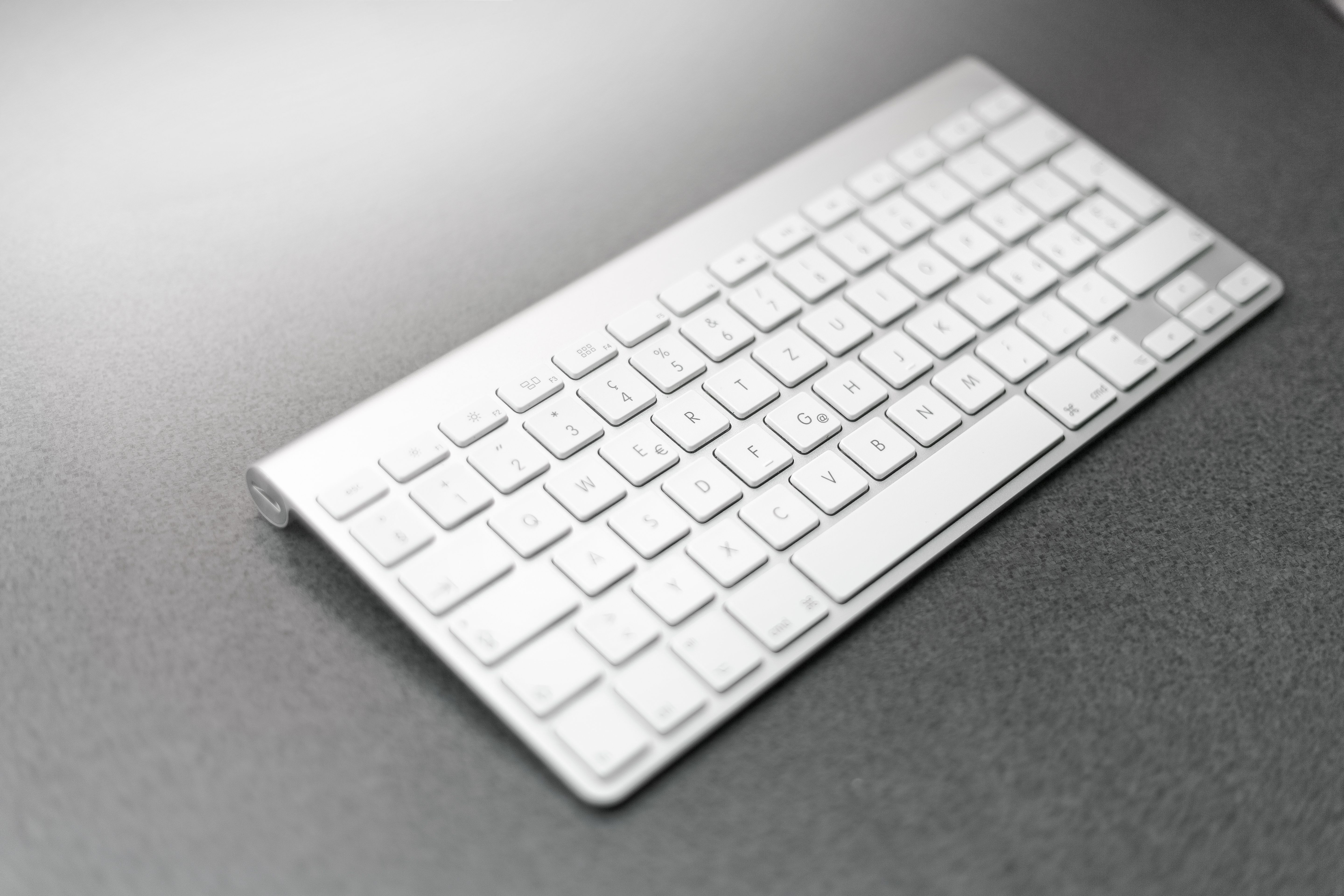
Teclado inalámbrico de Apple

- Teclado inalámbrico de AppleTeclado con conector Paralelo: Obsoleto.
- Teclado con conector DIN o PS/2: El conector DIN fue usado por pocas computadoras, y fue remplazada rápidamente, más que nada por su tamaño. El PS/2, que también se le denomina «Mini DIN», es parecido al conector DIN, pero con un tamaño más reducido, y se sigue utilizando hoy en día pero cada vez en menor medida (siendo remplazado por el USB en gran parte). Se caracterizan por ser redondos y contener varios pines en su interior que se transmiten por la interfaz. Del 0 al 3 son códigos de error del protocolo, llamados NoEvent, ErrorRollOver, POSTFail, ErrorUndefined, respectivamente. Del 224 al 231 se reservan para las teclas modificadoras (LCtrl, LShift, LAlt, LGUI, RCtrl, RShift, RAlt, RGUI).-->
- Teclado inalámbrico: Suelen ser teclados comunes donde la comunicación entre el computador y el periférico se realiza a través de rayos infrarrojos, ondas de radio o mediante Bluetooth.

## Estructura
Un teclado realiza sus funciones mediante un microcontrolador. Estos microcontroladores tienen un programa instalado para su funcionamiento, estos mismos programas son ejecutados y realizan la exploración matricial de las teclas cuando se presiona alguna, y así determinar cuáles están pulsadas.
Para lograr un sistema flexible los microcontroladores no identifican cada tecla con su carácter serigrafiado en la misma sino que se adjudica un valor numérico a cada una de ellas que solo tiene que ver con su posición física. El teclado latinoamericano solo da soporte con teclas directas a los caracteres específicos del castellano, que incluyen dos tipos de acento, la letra eñe y los signos de exclamación e interrogación. El resto de combinaciones de acentos se obtienen usando una tecla de extensión de grafismos. Por lo demás el teclado latinoamericano está orientado hacia la programación, con fácil acceso al juego de símbolos de la norma ASCII.
Por cada pulsación o liberación de una tecla el microcontrolador envía un código identificativo que se llama Scan Code. Para permitir que varias teclas sean pulsadas simultáneamente, el teclado genera un código diferente cuando una tecla se pulsa y cuando dicha tecla se libera. Si el microcontrolador nota que ha cesado la pulsación de la tecla, el nuevo código generado (Break Code) tendrá un valor de pulsación incrementado en 128. Estos códigos son enviados al circuito microcontrolador donde serán tratados gracias al administrador de teclado, que no es más que un programa de la BIOS y que determina qué carácter le corresponde a la tecla pulsada comparándolo con una tabla de caracteres que hay en el kernel, generando una interrupción por hardware y enviando los datos al procesador.
El microcontrolador también posee cierto espacio de memoria RAM que hace que sea capaz de almacenar las últimas pulsaciones en caso de que no se puedan leer a causa de la velocidad de tecleo del usuario. Hay que tener en cuenta, que cuando realizamos una pulsación se pueden producir rebotes que duplican la señal. Con el fin de eliminarlos, el teclado también dispone de un circuito que limpia la señal.
En los teclados AT los códigos generados son diferentes, por lo que por razones de compatibilidad es necesario traducirlos. De esta función se encarga el controlador de teclado que es otro microcontrolador (normalmente el 8042), este ya situado en el PC. Este controlador recibe el Código de Búsqueda del Teclado (Kscan Code) y genera el propiamente dicho Código de Búsqueda. La comunicación del teclado es vía serie. El protocolo de comunicación es bidireccional, por lo que el servidor puede enviarle comandos al teclado para configurarlo, reiniciarlo, diagnósticos, etc.

## Distribución del teclado

Teclado QWERTY de 104 teclas, con distribución inglés de Estados Unidos.

Teclado QWERTY de 105 teclas, con distribución español de Hispanoamérica.

Teclado QWERTY de 105 teclas, con distribución español de España y Guinea Ecuatorial.

La disposición del teclado es la distribución de las teclas del teclado de una computadora, una máquina de escribir u otro dispositivo similar. Existen distintas disposiciones de teclado, para que se puedan utilizar en diversos lenguajes.
La disposición de las teclas se remonta a las primeras máquinas de escribir, que eran completamente mecánicas. Al pulsar una tecla, se movía un pequeño martillo mecánico, que golpeaba el papel a través de una cinta impregnada en tinta.
En los teclados de informática encontramos las principales distribuciones son ANSI(American National Standards Institute) usada más en América e ISO(International Organization for Standardization) parece estar más dirigido a Europa. también encontramos JIS(Japanese Industrial Standard) en Japón. 
La principal característica para reconocer los teclados ANSI e ISO es en la teclas ↵ Entrar, ⇧ Mayús Izquierda y la posición de @ . En los teclados ISO la tecla ↵ Entrar tien forma de L o de L de cabeza y en los teclado ANSI la tecla enter un poco más ancha que una tecla normal, Por lo general la posición de @ en los teclados ANSI se encuentra en la tecla 2 y en los teclados ISO se encuentra en Q

### QWERTY

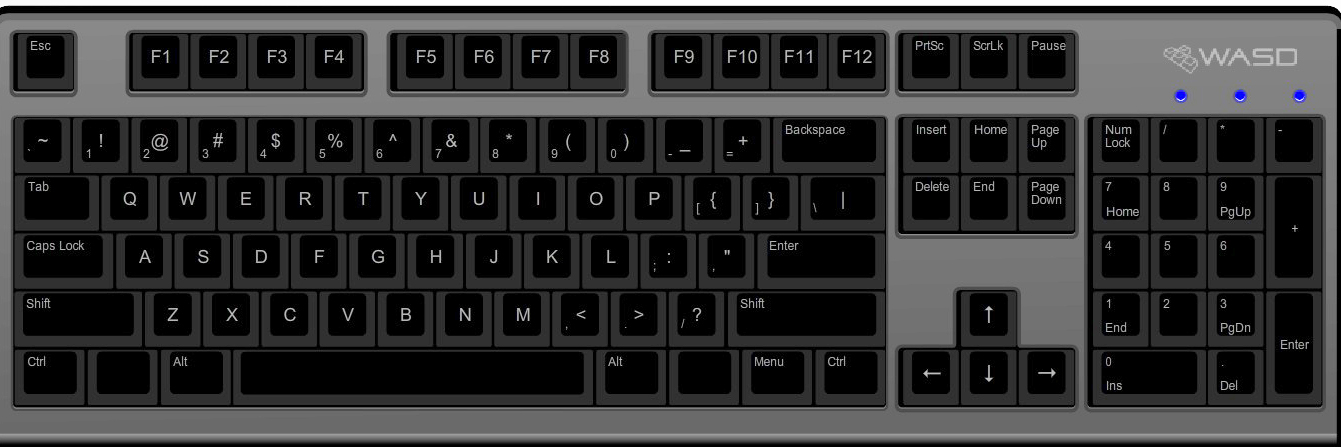
Teclado QWERTY.

El tipo estándar de teclado inglés se conoce como 'QWERTY'. Denominación de los teclados de computadora y máquinas de escribir que se utilizan habitualmente en los países occidentales, con alfabeto latino. Las siglas corresponden a las primeras letras del teclado, comenzando por la izquierda en la fila superior.

#### Variantes de QWERTY
QWERTY se pensó para el inglés estadounidense. Con el tiempo se han creado múltiples variantes para adaptarlo a las particularidades de otros idiomas y/o países.
Para el idioma español las principales variantes son:
- El teclado QWERTY para España y Guinea Ecuatorial.
- Su versión hispanoamericana.

Ambas se basaban en cambios en la disposición según las teclas más frecuentemente usadas en cada idioma. A los teclados en versión para español además de la Ñ, se les añadieron los caracteres de acento agudo (´), grave (`), la diéresis (¨) y circunflejo (^), y exclusivamente en la distribución española la ce cedilla (Ç) debido a que es utilizada por algunos idiomas como el Idioma francés y el idioma catalán, el cual es cooficial en una parte de España.

### Distribuciones alternativas
La distribución de teclado QWERTY ha recibido muchas críticas por su escasa ergonomía. Se han sugerido distintas alternativas como: Colemak, Carpalx, o Workman, indicando ventajas tales como mayores velocidades de tecleado o disminución de esfuerzo. La alternativa más famosa es el Teclado Simplificado Dvorak.
Las computadoras modernas permiten utilizar las distribuciones de teclado de varios idiomas distintos en un teclado que físicamente corresponde a un solo idioma. En sistemas operativos Windows, como también en Mac OS o en Linux por ejemplo, pueden instalarse distribuciones adicionales desde el Panel de Control o de Herramientas de configuración o Personalización.

### Distribuciones personalizadas
Existen programas como Microsoft Keyboard Layout Creator y KbdEdit, que hacen muy fácil la tarea de crear nuevas distribuciones, ya para satisfacer las necesidades particulares de un usuario, ya para resolver problemas que afectan a todo un grupo lingüístico. Estas distribuciones pueden ser modificaciones a otras previamente existentes (como el teclado latinoamericano extendido o el gaélico), o pueden ser enteramente nuevas (como la distribución para el Alfabeto Fonético Internacional, o el panibérico).

Teclado IBM PC/Compatible IBM PC/Microsoft Windows (distribución latinoamericana).
Teclado IBM PC/Compatible IBM PC/Microsoft Windows (distribución española).

## Teclas inertes
Algunas lenguas incluyen caracteres adicionales al teclado inglés, como los caracteres acentuados. Teclear los caracteres acentuados resulta más sencillo usando las teclas inertes. Cuando se utiliza una de estas teclas, si se presiona la tecla correspondiente al acento deseado nada ocurre en la pantalla, por lo que, a continuación se debe presionar la tecla del carácter que se quiere acentuar. Esta combinación de teclas requiere que se teclee una secuencia aceptable. Por ejemplo, si se presiona la tecla inerte del acento (ej. ´) seguido de la letra A, obtendrá una «a» acentuada (á). Sin embargo, si se presiona una tecla inerte y a continuación la tecla T, no aparecerá nada en la pantalla o aparecerán los dos caracteres por separado (´t), a menos que la fuente particular para su idioma incluya la «t» acentuada.
Para teclear una marca de acento diacrítico, simplemente se presiona la tecla inerte del acento, seguida de la barra de espacio.